# Флауэр, Уильям, 3-й виконт Эшбрук
Уильям Флауэр, 3-й виконт Эшбрук (англ. William Flower, 3rd Viscount Ashbrook; 19 октября 1767 — 6 января 1802) — англо-ирландский пэр.

## Биография
Родился 19 октября 1767 года в поместье Шеллингфорд, графство Беркшир (Англия). Старший сын Уильяма Флауэра, 2-го виконта Эшбрука (1744—1780), и Элизабет Ридж (1746—1808).
30 августа 1780 года после смерти своего отца 13-летний Уильям Флауэр унаследовал титулы 3-го виконта Эшбрука (Пэрство Ирландии) и 4-го барона Касл-Дарроу в графстве Килкенни (Пэрство Ирландии).
Он получил образование в Итонском колледже, где он находился в момент смерти своего отца. Также в Итоне с 1776 по 1783 год учился Джордж Спенсер Черчилль, который стал 5-м герцогом Мальборо, и чья сестра, Каролина Спенсер, вышла замуж за Генри Эллиса, 2-го виконта Клифдена. Младший брат Генри Джон Эллис Агар (1764—1797) женится на сестре Уильяма Гарриет в 1797 году.
С июля 1785 года он учился в Тринити-колледже Оксфордского университета.
Лорд Эшбрук жил в поместье Уодли в Литтлворте, в то время как его мать продолжала жить в соседнем поместье Шеллингфорд.
С февраля 1792 года по ноябрь 1794 года он был капитаном Королевской беркширской милиции.
В 1800 году он продал поместье Аберсинриг в Бреконе Джону Ллойду из Динаса, Лланвртид. Поместье перешло к семье Флауэр в результате брака прапрадеда Уильяма, Томаса (сына Уильяма Флауэра, члена парламента от Айриштауна, и отца 1-го барона Касла Дарроу) с Доротеей Джеффрис, дочерью Джона Джеффриса, чья семья владела им.

## Смерть и наследование
Уильям Флауэр скончался 6 января 1802 года в возрасте 34 лет поместье Уодли. Поскольку он умер неженатым, титул виконта Эшбука перешел к его младшему брату Генри.